# Duchesne County
Duchesne County [duːˈʃeɪn ˈkaʊn.t̬i] ist ein County im Bundesstaat Utah der Vereinigten Staaten. 2020 lebten in Duchesne County 19.596 Menschen. Der Verwaltungssitz (County Seat) ist Duchesne.

## Geographie
Nach Angaben des US Census Bureau bedeckt Duchesne County eine Fläche von 8433 Quadratkilometern. Hiervon sind 46 Quadratkilometer Wasserflächen. Die größte Stadt ist Roosevelt. Das County grenzt im Uhrzeigersinn an die Countys: Summit County, Daggett County, Uintah County, Carbon County, Utah County und Wasatch County.

## Geschichte
Das gesamte Land von Duchesne County und West Uintah County  war früher Land der Ute-Indianer und Teil ihrer Reservation.
Am 1. Januar 1915 wurde der östliche Teil von Wasatch County abgetrennt und
wurde Duchesne County.
Die Herkunft des Namens für Duchesne ist nicht genau geklärt, es existieren mehrere Möglichkeiten:
- Ein Wort aus der Sprache der Ute-Indianer doo-shane (schwarzer oder dunkler Canyon)
- Fort Duchesne (von den Franzosen gebaut)
- Rose du Chesne (Begründerin des geistlichen Herzens in Utah)
- Ein früher Indianischer Häuptling in dieser Region
- Ein in den 1830er Jahren lebender französischer Trapper
- oder André Duchesne – ein französischer Historiker und Geologe

Zunächst wurde der Duchesne River so benannt. Die Benennung von Ort und County erfolgten in Bezug darauf. 

## Demografische Daten

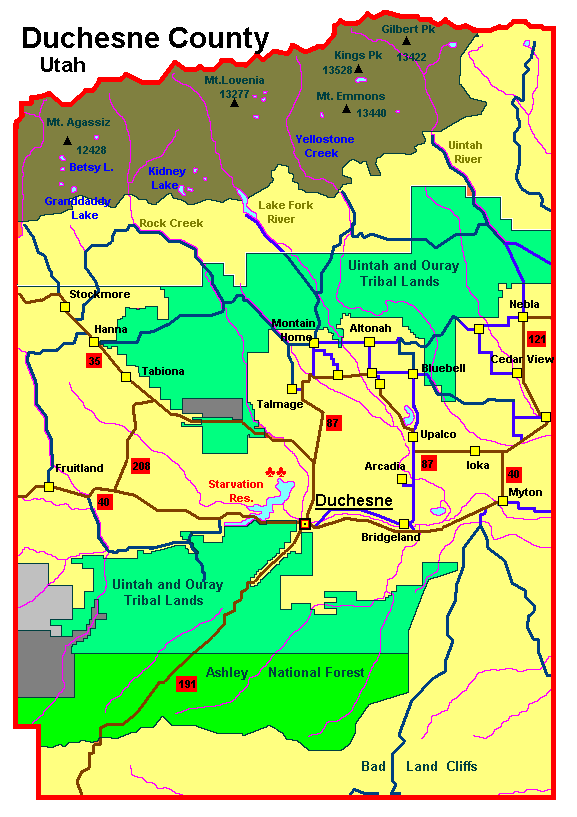
Duchesne County (UT) Details

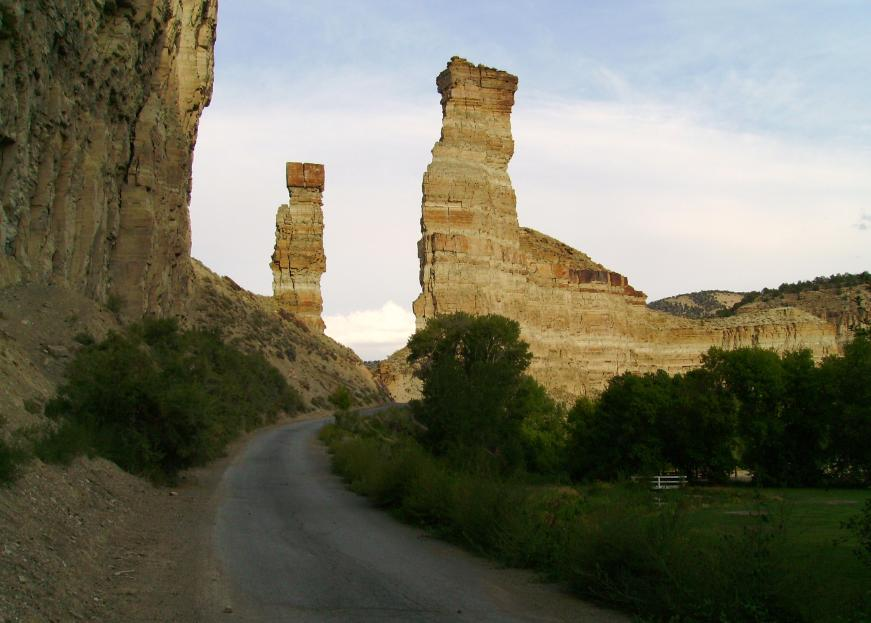
Strawberry Pinnacles am Strawberry River

Nach der Volkszählung im Jahr 2000 lebten im Duchesne County 14.371 Menschen. Es gab 4559 Haushalte und 3669 Familien. Die Bevölkerungsdichte betrug 2 Einwohner pro Quadratkilometer. Ethnisch betrachtet setzte sich die Bevölkerung zusammen aus 90,15 % Weißen, 0,15 % Afroamerikanern, 5,35 % amerikanischen Ureinwohnern, 0,21 % Asiaten, 0,06 % Bewohnern aus dem pazifischen Inselraum und 1,59 % aus anderen ethnischen Gruppen; 2,50 % stammten von zwei oder mehr ethnischen Gruppen ab. 3,53 % der Bevölkerung waren spanischer oder lateinamerikanischer Abstammung.
Von den 4559 Haushalten hatten 46,30 % Kinder und Jugendliche unter 18 Jahre, die bei ihnen lebten. 67,90 % waren verheiratete, zusammenlebende Paare, 8,90 % waren allein erziehende Mütter. 19,50 % waren keine Familien. 16,80 % waren Singlehaushalte und in 7,30 % lebten Menschen im Alter von 65 Jahren oder darüber. Die Durchschnittshaushaltsgröße betrug 3,11 und die durchschnittliche Familiengröße lag bei 3,51 Personen.
Auf das gesamte County bezogen setzte sich die Bevölkerung zusammen aus 36,80 % Einwohnern unter 18 Jahren, 9,40 % zwischen 18 und 24 Jahren, 24,70 % zwischen 25 und 44 Jahren, 19,80 % zwischen 45 und 64 Jahren und 9,40 % waren 65 Jahre alt oder darüber. Das Durchschnittsalter betrug 28 Jahre. Auf 100 weibliche Personen kamen 102,80 männliche Personen, auf 100 Frauen im Alter ab 18 Jahren kamen statistisch 100,00 Männer.
Das jährliche Durchschnittseinkommen eines Haushalts betrug 31.298 USD, das Durchschnittseinkommen der Familien betrug 35.350 USD. Männer hatten ein Durchschnittseinkommen von 31.988 USD, Frauen 19.692 USD. Das Prokopfeinkommen betrug 12.326 USD. 16,80 % der Bevölkerung und 14,20 % der Familien lebten unterhalb der Armutsgrenze. 19,60 % davon waren unter 18 Jahre und 12,40 % waren 65 Jahre oder älter.

## Städte und Orte
- Altamont
- Altonah
- Arcadia
- Bluebell
- Boneta
- Bridgeland
- Cedarview
- Duchesne
- Fruitland
- Hanna
- Ioka
- Monarch
- Mount Emmons
- Mountain Home
- Myton
- Neola
- Roosevelt
- Tabiona
- Talmage
- Upalco
- Utahn